# Fjällpipare
Fjällpipare (Eudromias morinellus) är en flyttfågel som häckar i bergstrakter i norra Europa och Asien. Den placeras som ensam art i släktet Eudromias och är en av de fågelarter som har så kallad omvänd könsordning, där hanen är den mindre bjärt färgade och ruvar äggen, inte honan. Arten minskar i antal globalt, men beståndet anses vara livskraftigt. I Sverige är den dock i ökande.

## Utseende
Fjällpiparen är en medelstor vadare med en längd på mellan 21 och 24 cm. Den har ett vänt uttryck och i alla dräkter en kort svartgrå näbb, gröngula ben, ljust tvärband på bröstet och ett kraftigt ögonbrynsstreck som går ihop i nacken i ett "V". Under ögonbrynsstrecket går ett mörkare gråbeige streck som börjar i ögonvrån på fågeln. 
Huvudet har en längdstreckad svart vattring. Under det vita tvärbandet har de adulta fåglarna ett mättat rödbrunt bröst som går över i svart under fågelns buk. Undergumpen är vit. Ovanför tvärbandet på bröstet är fågeln jämnt grå precis som på ryggen. Under näbben och på kinderna är den adulta fågeln vit. Honornas adulta fjäderdräkt är mer distinkt än hanarnas. 
Fjällpipare i vinterdräkt och juvenil dräkt påminner om varandra genom en ljusbeige undersida med gula toner och en i övrigt gråvattrad dräkt där juvenilen har tydligare vita bräm. De ljusa ögonbrynsstrecket är också guldbeige i nacken på dessa båda dräkter.

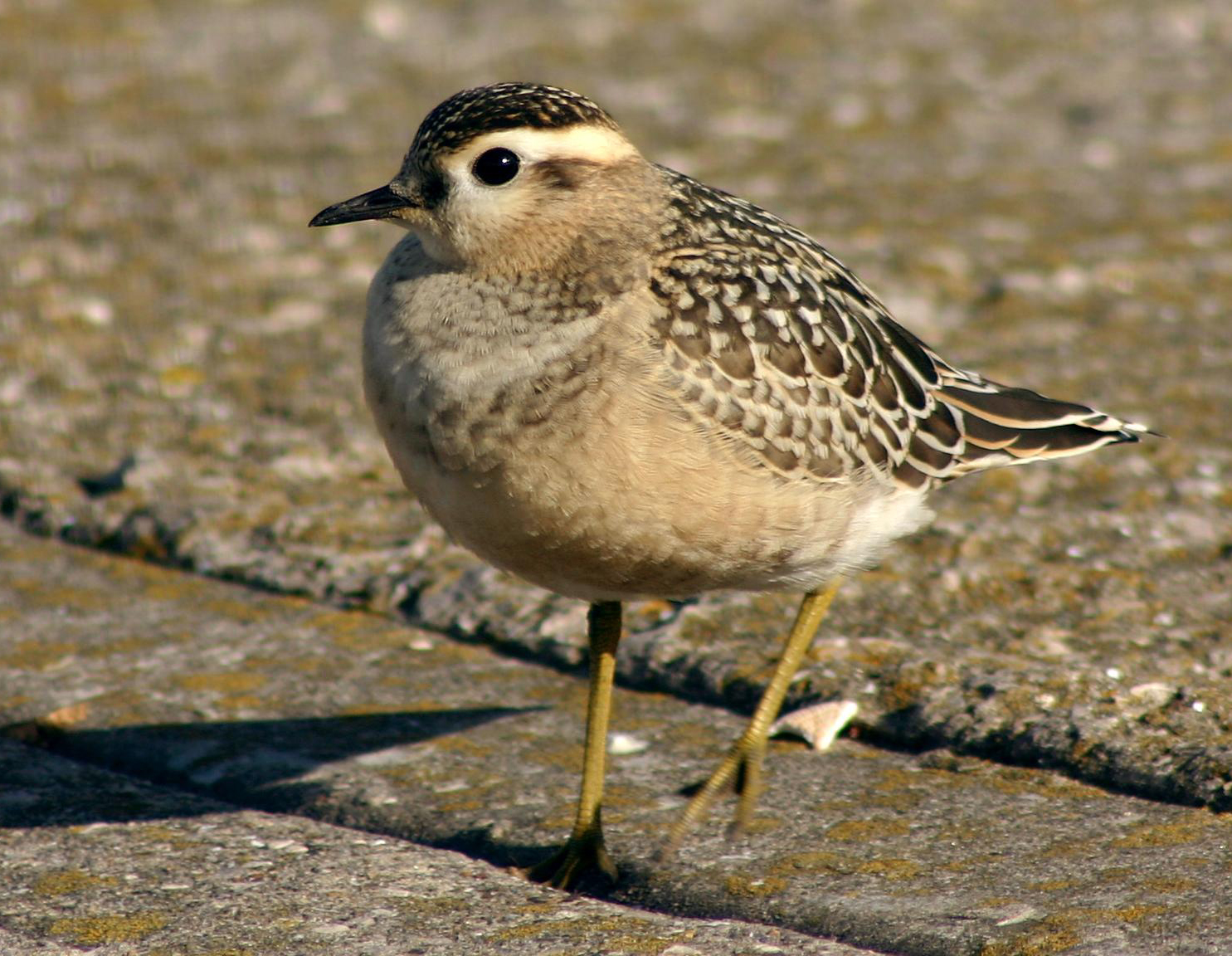
Juvenil

I flykten ter sig vingovansidan enfärgat gråsvart utan vingband. Den har dock en ljus spole på yttersta handpennan.

## Läte
I flykten och ofta vid uppflog hörs ett rullande och fallande "pjyrr". Sången som utförs i spelflykt, ovanligt bland fåglar utförd av honan och inte hanen, består av en enkel upprepad vissling, upprepad ungefär två gånger per sekund. Samma vissling hörs även som kontaktläte, då enstaka.

## Systematik
Fjällpiparen placerades traditionellt i släktet Charadrius. Flera genetiska studier har dock visat att Charadrius är starkt parafyletiskt, där en stor del av arterna är närmare släkt med andra släkten i familjen, däribland till exempel viporna. Fjällpiparen är systerart till Charadrius i begränsad mening, men är relativt avlägset släkt och utgör en helt egen utvecklingslinje. På grund av detta har många av världens auktoriteter flyttat den till det monotypiska släktet Eudromias, sedan 2024 även svenska Birdlife Sverige.

## Utbredning och biotop
Fjällpiparen är en flyttfågel som främst häckar i norra Skandinavien, norra Ryssland, Mongoliet, Kina och Alaska men också på enstaka platser runt om i Europa på hög höjd. Vintertid befinner den sig i norra Afrika och Mellanöstern, som exempelvis Israel, Jordanien, Irak, Saudiarabien, Kuwait och Iran. Den har också vinterviste i Spanien där den ibland också häckar.

### Förekomst i Sverige
I Sverige häckar fjällpiparen på kalfjäll och tundra ovanför 900 meter höjd över havet. Den ses ofta i enstaka exemplar på flytten på åkrar och dylikt.

## Ekologi

### Häckning
Fjällpiparen vistas på sina häckningsplatser från mitten av juni till mitten av augusti. Boet läggs i en enkel urgröpning direkt på marken på platser med kort vegetation. Den lägger ofta fyra päronformade ägg. Fjällpiparen har så kallad omvänd könsordning, som exempelvis simsnäpporna. Det är honan som har den färggrannare fjäderdräkten, försvarar reviret och flyttar först, medan hanen tar hand om merparten av ruvningen och vården om ungarna.

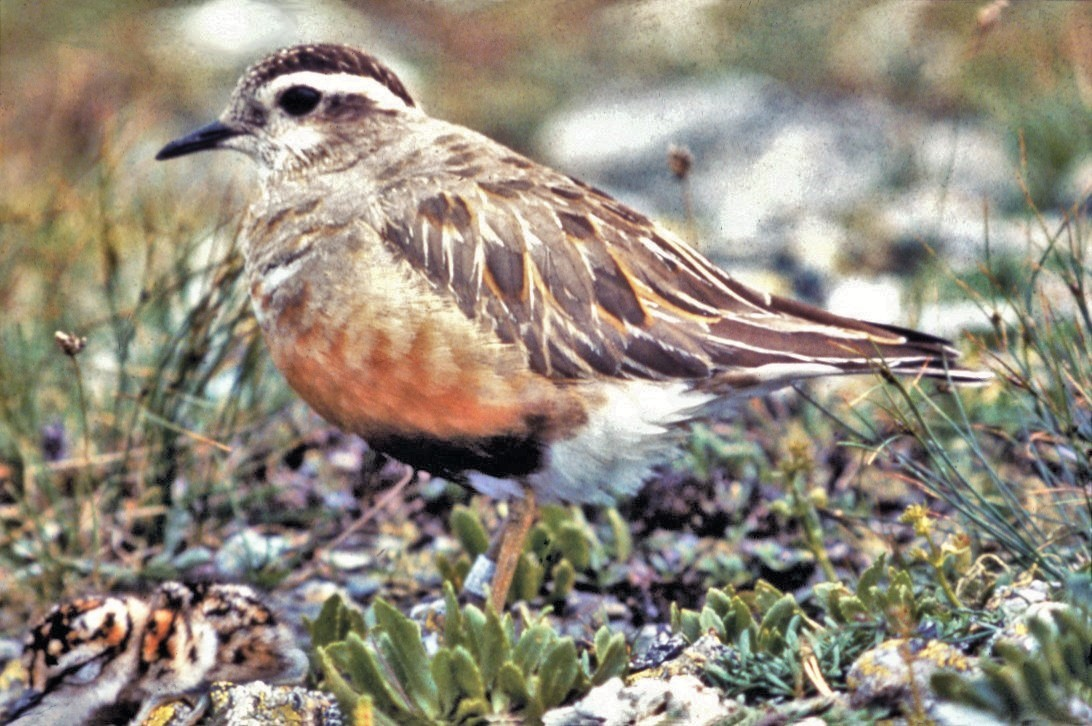
Hane med ungar.

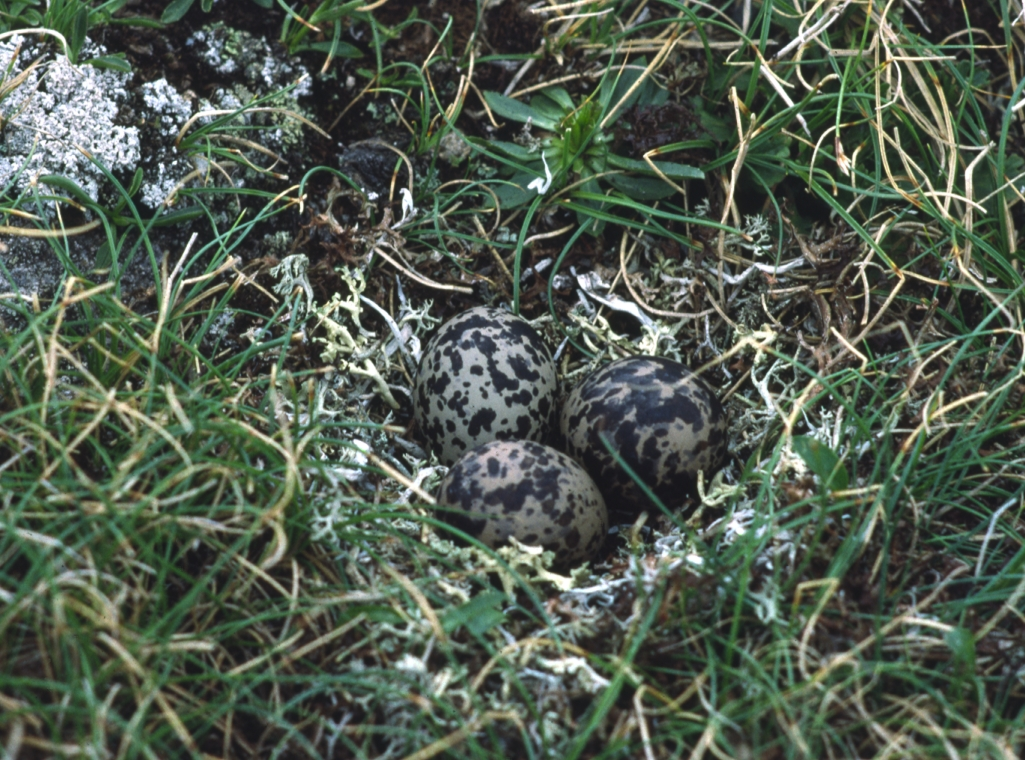
Rede med ägg.

När den har ungar och känner sig hotad spelar den skadad genom att släpa vingarna och stjärten efter sig på marken. Annars kan fjällpiparen vara extremt oskygga och fågelskådare har berättat hur fjällpipare, precis innan äggen kläcks, har lagt sig att ruva i handen på skådaren.

### Föda
Födan utgörs i huvudsak av insekter, framför allt skalbaggar samt flug- och mygglarver. På menyn står även fullbildade flugor och myggor, fjärilslarver, gräshoppor, syrsor, tvestjärtar, myror och spindlar. I mindre utsträckning förekommer också sniglar, daggmaskar, blad, frön, bär och blommor i fjällpiparens föda.

## Fjällpiparen och människan

### Status och hot
Arten har ett stort utbredningsområde och en stor population, men tros minska i antal, dock inte tillräckligt kraftigt för att den ska betraktas som hotad. Internationella naturvårdsunionen IUCN kategoriserar därför arten som livskraftig (LC). Världspopulationen uppskattas till cirka 50 000–220 000 individer.
I Sverige ökar fjällpiparen i antal. Beståndet uppskattas till 7 200 könsmogna individer och anses vara livskraftigt.
I framtiden tros dock fjällpiparen hotas mycket kraftigt av klimatförändringar. Orsaker till nedgång i Europa i närtid kan bero på förföljelse i Nordafrika, men möjligen har varmare klimat i häckningsområdena redan spelat en roll. I Storbritannien verkar arten ha svårt att etablera ett större bestånd, trots tillgång på passande miljöer, antagligen på grund av stora mängder får, störningar från människan och ökad försurning av marken. I Storbritannien minskade arten i slutet av 1800-talet på grund av jakt och äggsamling.

### Taxonomi och namn
Fjällpiparen beskrevs första gången taxonomiskt 1758 av Carl von Linné i verket Systema naturae där han gav den dess nuvarande vetenskapliga namnet Charadrius morinellus. Förr i vissa delar av Sverige har den kallats pomeransfogel, ett namn den fortfarande innehar på danska.